# Freiland bei Deutschlandsberg
Freiland bei Deutschlandsberg est une ancienne commune autrichienne du district de Deutschlandsberg en Styrie.
Elle est aujourd'hui incorporée dans la municipalité de Deutschlandsberg.